# ماينتس
ماينتس أو مَيَانِصَة (بالألمانية: Mainz) هي عاصمة وأكبر مدن ولاية راينلاند بالاتينات في جنوب غرب ألمانيا. يبلغ عدد سكانها 196.784 نسمة (2008). تشتهر لكونها المدينة التي طبع فيها العالم الألماني غوتنبيرغ أول كتاب في التاريخ. يوجد بها مقر القناة الثانية الألمانية زي.دي.إف وجامعة يوهانس غوتنبرغ.
توجد بماينتس مدينة داخلية قديمة جميلة. وتشمل معالمها العديدة جامعة يوهانس غوتنبرغ التي تأسست عام 1477. وتضم مباني المدينة نماذج من فن العمارة الرومانسكي، والقوطي، والطراز المعماري لعصر النهضة، والطراز الباروكي. وتنتج ماينتس الإسمنت والآلات والسيارات، والمطبوعات، وبعض الصناعات الأخرى.

  ذكرها الإدريسي بقوله:

## الحضارة
تتمتع المنطقة المحصورة بين النهرين، وأراضي الفرانكيين المجاورة في ولايتي هيسن وبافاريا، بسمعة دولية عالية، بسبب مزارع أعنابها المدرجة على ضفتي النهر. اشتهرت بزراعة الأعناب منذ فترة تسبق ميلاد المسيح (). يتكون نهر الماين من التقاء فرعين مهمين ينحدران من منطقة جبال الألب السويسرية والألمانية في الجنوب. إذ يتشكل الماين قرب مدينة ماينز من لقاء الماين الأبيض، الذي ينبع من جبال فيشتل الألمانية، والماين الأحمر، الذي ينبع من جبال الألب السويسرية. يلتقي النهران عند مولكباخ الصخرية ليكونا الماين، الذي يخترق أرض الفرانكيين ومدينة فرانكفورت ليصب عند روسلهايم في الراين. وتقع ماينز على نهر الراين في «مثلث العنب»، الذي يشكله النهر العظيم مع نهر الماين. وتمتد المنطقة الجبلية غربا وجنوبا إلى بافاريا لتتصل بمنطقة الدانوب (الأزرق) في تشكيلة رائعة من الألوان الطبيعية.
وماينز هي عاصمة ولاية راينالند ـ بفالز، مدينة الجامعات القديمة، ومدينة سلالة من المطارنة الذين تحولوا إلى أمراء وحكموا منطقة الفرانكيين، دينيا وسياسيا لقرون طويلة. وهي مقر القناة الثانية في التلفزيون الألماني، وإحدى مراكز الكرنفال الممتدة على نهر الراين بينها وبين كولن ودوسلدورف. وتقيم ماينز ثالث أكبر احتفال كرنفالي في ألمانيا بعد مدينتي كولن ودوسلدورف.

## التاريخ
عام 38 قبل ولادة المسيح ()، ضرب الروم هنا معسكراتهم بهدف السيطرة على الملاحة في نهري الراين والماين وتأمين خط التجارة بين إيطاليا وألمانيا. وسرعان ما تحولت ماينز إلى مركز تجاري مهم في المنطقة، وبنى الرومان إسطولاً نهرياً كبيراً لهم لنقل السلاح عبر شبكة الأنهار الألمانية لتمويل غزواتهم في بلدان شمال أوروبا. وحينما أسس بونيفانوس رئاسة الأسقفية في ماينز عام 742 تحولت المدينة إلى عاصمة ألمانيا المسيحية. أطلق عليها اسم «ماينز الذهبية»، بعد أن تم اختيارها عاصمة لاتحاد إمارات الراين ـ ماين. وبدأت سلالة الأمراء المطارنة بحكمها في القرن الثالث عشر، وبنوا فيها أولى الجامعات الألمانية والعديد من الكنائس المتميزة في المنطقة.
أسس المطران ديتر فون ايزنبورغ جامعة ماينتس عام 1476، كان الحدث الثقافي الأول في المنطقة في تلك الحقبة. أما الحدث الثقافي الثاني في ماينز فقد كان اكتشاف الطباعة من قبل يوهانيس جينزفلايش، الذي لقّب لاحقا بـ(غوتنبيرغ) في القرن الخامس عشر. كما تأثر «اتحاد ماينز» بالثورة الفرنسية، فحوّل الأمراء المطارنة المدينة إلى مركز للحكم على طريقة الثورة الفرنسية بين نهاية القرن السابع عشر وبداية القرن الثامن عشر. وكتب عظيم الشعر الألماني فولفغانغ فون غوتة عام 1792 في مذكراته شيئا عن تجربته كشاهد عيان على هذه التجربة. وكما هي الحال مع مدن ألمانيا الأخرى، فقد ألحقت الحرب العالمية الثانية الخراب في 80% من مباني المدينة التاريخية، لكن إعادة البناء حولتها إلى عاصمة جديدة لولاية راينلاند ـ بفالز منذ عام 1950.

## معالم المدينة
مركز المدينة القديمة تكتسب المدينة القديمة جمالها بفضل كاتدرائيتي سانت مارتن وسانت شتيفان، اللتين تؤلفان «دوم ماينز» ذا الأبراج الستة. و«الدوم» من أهم معالم البناء الروماني في منطقة الماين، بدأ بناؤه في عصر المطران فيليغز عام 975، ولم ينته بناؤه إلا في عام 1236 بأربعة أبراج. وأضيف البرجان الأخيران في القرن الثامن عشر. ويمكن للمرء هنا مشاهدة أضرحة المطارنة، الذين ماتوا، في الفترة بين القرن الثالث عشر والثامن عشر. وتعتبر النافورة القديمة في الجزء الشمالي من ساحة «الدوم»، التي بنيت عام 1526، من أجمل أثار عصر النهضة في ألمانيا. ويجد السائح إلى يمين الساحة متحف غوتنبيرغ الشهير، الذي يحمل اسم المتحف الدولي لفنون الطباعة. ويزور عشرات الآلاف من السياح هذا المتحف سنويا، لمشاهدة آلة الطباعة الأولى التي صنعها غوتنبيرغ وطبع بواسطتها «إنجيل فوتنبيرغ» في الفترة بين 1452-1455. ويعتبر هذا الإنجيل إنجيل الطباعة الحديثة، حيث تحتوي كل صفحة من صفحاته الملونة على 42 سطرا فقط.
يمكن بعد ذلك الانتقال إلى خلف المتحف، حيث يقود جسر صغير إلى منطقة السوق، التي تقع بالقرب من ضفة الراين. ويجد المرء هنا دار البلدية القديمة، ثم البرج الحديد (بني عام 1240)، ثم البرج الخشبي، الذي بني في القرن الرابع عشر، وهما من بقايا سور المدينة القديم، الذي تهدم بفعل الحروب وعوامل الزمن. ويشاهد السائح قرب الجسر أيضا، وعلى الراين، قصر الأمراء المطارنة، الذي بني في القرن السابع عشر والمتحف الجرماني القديم.
وتشجع المنطقة الممتدة بين ساحة الدوم والراين على الجوال في المنطقة، التوسع عبر شارع اوغسطين وحديقة الكرز وصولا إلى كنيسة سيمنار وكنيسة سانت ايغناتس، اللتين بنيتا في القرنين السابع عشر والثامن عشر على التوالي. وتعتبر كنيسة سانت اشتيفان القوطية (القرن 14) مركز جذب السياح في ماينز، بالنظر لتزيينها من قبل الرسام العالمي مارك شاغال برسومات تمثل مشاهد من العهدين القديم والحديث.
ويجد السائح قرب ضفة الراين سفينتين تجاريتين تعودان إلى العصر المتأخر من الإمبراطورية الرومانية. وهيكلا السفينتين جزء من محتويات متحف السفن القديمة، الذي يضم أجزاء من الاسطول الروماني العتيق. وفي تسالباخ، جنوب الجامعة وجنوب الدوم، يمكن للسائح التمتع بمشاهدة «الصخور الرومانية»، وهي بقايا نظام سحب الماء من الراين إلى المدينة وبنته القوات الرومانية في القرن الأول بعد ميلاد المسيح.

## مدن شقيقة
| - وتفورد، المملكة المتحدة، since 1956 - ديجون، فرنسا، since 1957 - لونگشامب، فرنسا، since 1966 - زغرب، كرواتيا، since 1967 - رودنك/رودنگو، إيطاليا، since 1977 | - ڤالنسيا، إسبانيا، since 1978 - حيفا، إسرائيل، since 1981 - إرفورت، ألمانيا الشرقية السابقة، منذ 1988 - باكو، أذربيجان، since 1984 - لويڤيل، كنتكي، الولايات المتحدة، since 1994 |